# Hystérésis magnétique

Modèle théorique de Stoner-Wohlfarth de l'aimantation (m) en fonction du champ magnétique (h). Partant de l'origine, la courbe atteint une valeur de saturation, puis suit la courbe supérieure lors de la baisse puis de l'inversion du champ magnétique. La courbe inférieure marque le « retour » après saturation, terminant la première « boucle ». Les points h_{c} et m_{rs} désignent respectivement le champ coercitif et l'induction rémanente.

L'hystérésis magnétique désigne le phénomène d'hystérésis observé lors de l'aimantation d'un matériau. Ainsi, lorsqu'un champ magnétique externe est appliqué à un matériau ferromagnétique tel le fer, les dipôles magnétiques atomiques s'alignent en fonction de ce dernier. Lorsque le champ est retiré, une partie de l'alignement demeure au sein du matériau. Ce dernier a été aimanté.
La relation entre la force du champ (H) et l'aimantation (M) n'est pas linéaire. Ainsi, si le matériau est démagnétisé (H = M = 0), alors la courbe d'aimantation initiale augmente rapidement au début, puis devient asymptotique en atteignant le point de saturation magnétique. Si, par la suite, le champ magnétique est réduit de manière monotone, alors M suit une courbe différente, d'où le phénomène d'hystérésis. Lorsque le champ devient nul, l'aimantation est décalée de l'origine d'une valeur égale à la rémanence. 
Les cycles d'hystérésis ne sont pas limités aux matériaux ferromagnétiques. Ainsi, d'autres matériaux tels les verres de spin présentent des caractéristiques similaires.

Lien entre le courant magnétisant (en bleu), et le flux (en vert) ici en cas de saturation

## Cycle d'hystérésis
Dans un ferromagnétique, il y a un cycle d'hystérésis sur le graphique représentant l'aimantation de l'échantillon {\displaystyle {\overrightarrow {M}}} et le champ magnétique appliqué {\displaystyle H=||{\overrightarrow {H}}||}. Celui-ci présente:
- La saturation de l'aimantation lorsque le champ magnétique appliqué sur l'échantillon est très important. Cela se traduit (du point de vue aimantation) par une courbe horizontale aux deux extrémités du graphique. La première zone plate correspond au cas où le champ magnétique appliqué est positif {\displaystyle H\gg 0} et la seconde zone plate au cas où ce dernier serait négatif {\displaystyle H\ll 0}. Cette saturation de l'aimantation peut s'expliquer par le fait qu'à partir d'une certaine valeur du champ magnétique (que l'on appellera le champ magnétique coercitif {\displaystyle H_{C}}), l'aimantation de chaque atome est alignée sur le champ magnétique appliqué. Il n'y a plus d'atome qui présente une aimantation non alignée avec le champ magnétique. L'aimantation est donc arrivée à sa valeur maximale, valeur pour laquelle tous les atomes ont leur vecteur aimantation {\displaystyle {\overrightarrow {m}}} aligné avec le champ magnétique.
- Une variation très rapide de l'aimantation du matériau lors d'une décroissance du champ magnétique. Tant que le champ magnétique n'atteint la valeur de champ coercitif {\displaystyle H_{C}}, l'aimantation « résiste » au changement du champ magnétique. Lorsque le champ dépasse {\displaystyle H_{C}}, l'aimantation de chaque atome se retourne brusquement (forte pente {\displaystyle {\frac {\partial M}{\partial H}}<0}) pour s'aligner avec le champ magnétique. Les atomes minimisent leur énergie (dont le terme d'énergie Zeeman en particulier).
- Une variation très rapide de l'aimantation lors de la croissance du champ magnétique. Le champ magnétique appliqué est alors négatif et l'aimantation est orientée dans le même sens que ce dernier. Le champ magnétique diminue et devient même positif. Au début, l'aimantation ne suit pas cette variation du champ magnétique et s'y oppose. Cela se traduit par une absence de variation de l'aimantation (ligne horizontale). Lorsque le champ dépasse la valeur du champ coercitif {\displaystyle H_{C}}, ce dernier devient trop intense pour que l'aimantation puisse y résister. En conséquence, cette dernière se retourne rapidement (forte pente {\displaystyle {\frac {\partial M}{\partial H}}>0}) avant d'arriver à saturation.

La présence de ce cycle d'hystérésis traduit le fait que le chemin suivi par l'aimantation d'un matériau ferromagnétique n'est pas le même selon le cas où le champ décroît ou croît (cf. modèle de Stoner-Wohlfart). Ce cycle d'hystérésis n'est, en général, pas présent pour un superparamagnétique, mais peut apparaître pour une vitesse de balayage du champ suffisamment importante, comme on peut le voir dans les aimants moléculaires.